# (4057) Demophon
(4057) Demophon ist ein Asteroid aus der Gruppe der Jupiter-Trojaner. Damit werden Asteroiden bezeichnet, die auf den Lagrange-Punkten auf der Bahn des Jupiter um die Sonne laufen. (4057) Demophon wurde am 15. Oktober 1985 von Edward L. G. Bowell entdeckt. Er ist dem Lagrangepunkt L4 zugeordnet. 
Der Asteroid trägt den Namen des mythologischen Königs Demophon von Athen.